# Nuottasaari (ö i Norra Savolax, Kuopio, lat 62,98, long 27,68)
Nuottasaari är en ö i Finland. Den ligger i Kallavesi (norra delen) och i norra delen av sjön Kallavesi och i  kommunen Siilinjärvi i den ekonomiska regionen  Kuopio ekonomiska region  och landskapet Norra Savolax, i den centrala delen av landet, 300 km norr om huvudstaden Helsingfors. Öns area är 0,8 hektar och dess största längd är 220 meter i sydöst-nordvästlig riktning.